# Felipe Armas
Luis Felipe Armas Duch, conocido como Felipe Armas (Santiago, 29 de septiembre de 1957), es un actor, productor, director de televisión y empresario chileno.

## Primeros años de vida
Es hijo de Francisco Armas Cancino, general de brigada del Ejército de Chile (Valparaíso, 1908-1991), y de Gladys Duch Higginson (Santiago, 1927-1974). Su padre estuvo previamente casado con Alicia von Bischoffshausen (1906-1953), hija de Herman von Bischoffshausen, oficial de Caballería, nieto del barón Gustavo Carlos von Bischoffshausen, quien llegó a Chile en 1852.
Su padre fue muy cercano al general Carlos Ibáñez del Campo. Fue comandante del Regimiento Tacna entre 1955 y 1959. En 1960 la familia se trasladó a Bogotá, Colombia, debido a que su padre fue designado agregado militar en representación de Chile a ese país.
En 1965 ingresó al Colegio del Verbo Divino en Santiago y egresó en 1975. Al año siguiente, ingresó a estudiar derecho a la Universidad de Chile en Valparaíso, cursando estudios hasta 1979. Estudió actuación con su maestro Luis Wigdorsky y con profesores como Gerard Wener.
Vivió en Santiago, y desde mayo de 2001 vive en la Región de Valparaíso, donde, además de continuar con su carrera de actor y productor teatral, se desempeñó como asesor del Intendente de Valparaíso, Raúl Celis Montt, durante los primeros tres años del gobierno de Sebastián Piñera.

### Vida personal
Casado con Claudia Fiedler Calvo desde 1999

### Carrera como actor

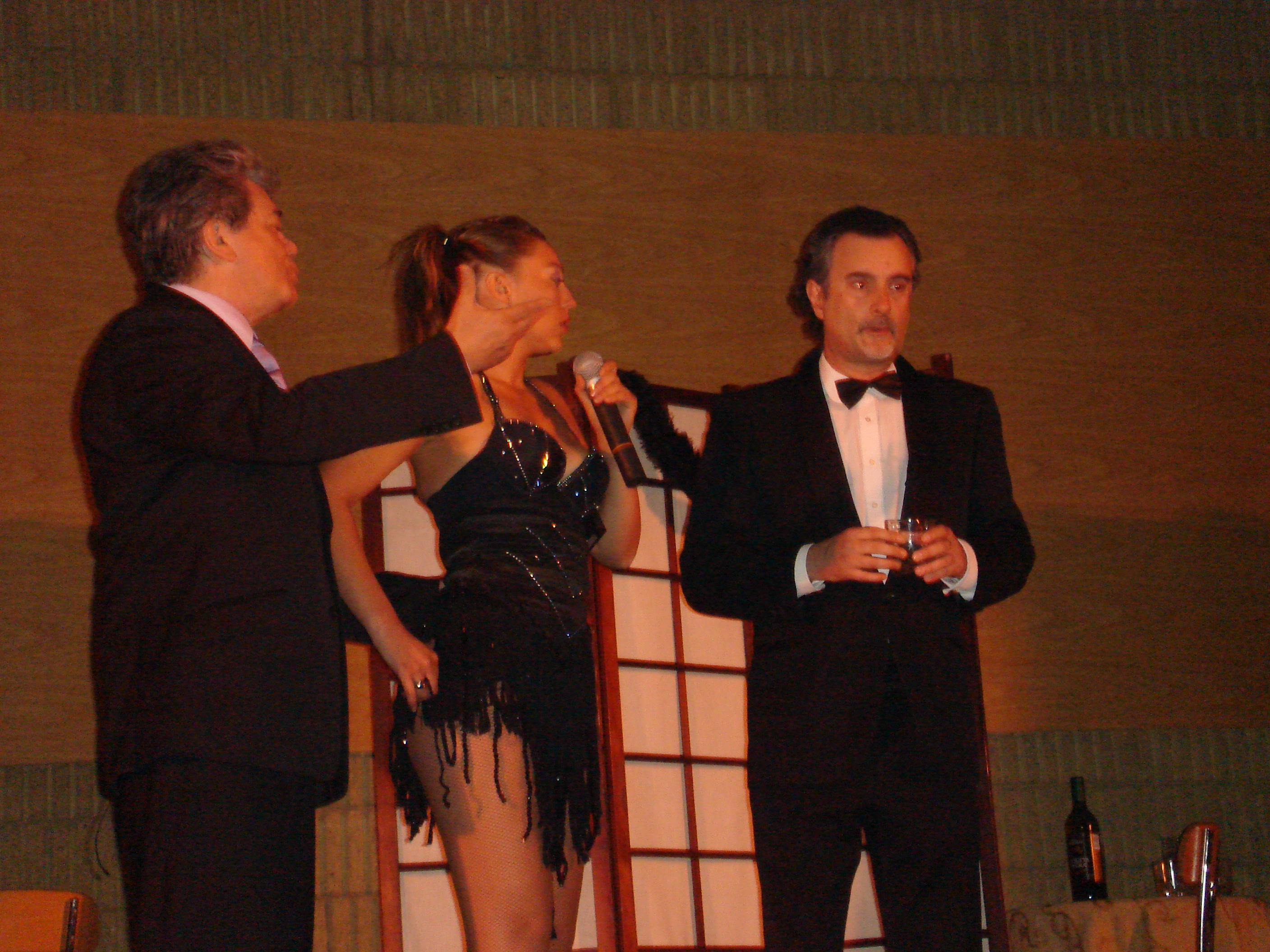
Felipe Armas y su socio y amigo Jaime Azócar en el Café Concert "Mucho más que eso".

Inició su carrera en 1989 como conductor del programa Historias de Felipe en el Canal 11 (actual Chilevisión), en 1990 fue conductor de Las grandes historias del siglo en el mismo canal. En 1991, se cambió a la estación televisiva de Canal 13 donde condujo Teleduc 91. Entre 1991 y 1992 actuó en El palo al gato. En 1992 debutó en la conducción radial con Felipe Armas Historias.
Entre 1992 y 1993 actuaría en la telenovela Marrón Glacé. En 1993 recibiría el Premio APES a Mejor Actor de Televisión del año por su interpretación de "Pierre La Font". Este mismo año debutaría en las tablas con Excavación profunda, dirigida por Raúl Osorio. En 1994 actuaría nuevamente en teleseries de Canal 13, El amor está de moda y Champaña. En 1995 volvería a interpretar a Pierre La Font en Marrón Glacé, el regreso. En 1996 actuaría en una obra de teatro para la televisión, Vamos a contar mentiras y en la teleserie Eclipse de luna. En 1997 actuaría para la serie brasilera para la televisión A Justiceira, como actor invitado en el episodio final "Viver por viver". Entre 1998 y 1999 actuó en la obra teatral dirigida por Tomás Vidiella, Embrutecida de pasión y durante los mismos dos años en la teleserie Fuera de control. En el 2000, actuó en la película estadounidense Pressure Point. En el 2001, actuó en Como pechas, pagas, obra de teatro para la televisión. Entre 2001 y 2003, actuó en 8 capítulos de La otra cara del espejo, una serie de películas para la televisión realizadas por el canal Mega, además fue escritor de 4 guiones para la misma. Durante esos mismos tres años, fue panelista estable del programa Videos y Penitencias conducido por Checho Hirane en Mega.
Entre el 2001 y 2002, fue productor ejecutivo de la productora de cine y televisión Nueva imagen. En el 2002, fue conductor del programa A toda costa de UCV Televisión. En el 2002, regresó a las tablas como actor y productor de Socios en el amor de Lionel Goldstein, dirigida por Walter Kliche. Este mismo año fue productor ejecutivo de Paraíso B, protagonizada por Leonor Varela. En el 2003, tuvo el rol protagónico en la película para televisión Cirugía del amor dirigida por Martín Arechaga. En el 2003, actuó en el rol protagónico de la obra de teatro Escandalosa familia de Marilú Cuevas. Durante el 2003, fue conductor del programa Con ganas de vivir en UCV Televisión. Tuvo el rol protagónico en Irma la dura, película para TVN, dirigida por Christinne Lukas. Actuó en el rol protagónico de la película para la televisión que fue exhibida en el Cine Hoyts, Tres noches y de un sábado. Durante el 2004 y hasta el 2005 interpretó a Aníbal Cruchaga en la teleserie Xfea2 de Mega.

#### 2004
- Conduce el programa Plaza de Armas en UCVTV hasta el año 2005.
- Conductor del programa MINEDUC, financiado por el Ministerio de Educación.
- Conductor del Talk Show nocturno Entretenedores en UCVTV.
- Actuación protagónica en la obra de teatro La Cena de los Idiotas de Francis Webber en el Teatro San Gines.

#### 2005
- Rol protagónico en teleserie Es-Cool de Mega como Damián Valdivieso.
- Rol protagónico en la serie El día menos pensado de TVN.
- Actuación en Teatro como en el Teatro de Mega.
- Presenta Sinatra by Felipe Armas en el Teatro Municipal de Viña del Mar junto a la Universal Orchesta, bajo los arreglos y dirección del Maestro Juan Azua.
- Actor invitado como el abogado Víctor Alcalde para la teleserie Gatas & Tuercas de Canal 13, cuyo director es Herval Abreu.

- Entre el 2005 y el 2006 fue conductor del Talk Show La hora de Harold Moskowitz en TVO. Harold Moskowitz es un sociólogo de la "Universidad de Calofirnia", que tiene un método de autoayuda y consta con oficinas en toda Latinoamérica y Estados Unidos. Armas compartía la pantalla con Moskowitz para presentar los diferentes segmentos realizados en los Estados Unidos y gran parte de Latinoamérica.

- Durante los últimos 8 años ha estado presentando su show musical Sinatra by Felipe Armas, rindiendo homenaje e interpretando sus más conocidas canciones en distintos hoteles como el Howard Johnson de Saint Petesbourg, Tampa, Florida, así como en diversas empresas tales como Ford Motor Company (7 conciertos).

- Realizó el Café Concert Music Hall Mucho más que eso junto a su socio y amigo Jaime Azócar; espectáculo de música y humor que ha sido contratado por diferentes empresas a lo largo de Chile hasta el día de hoy.

#### 2006
- Actúa en la obra Secretos compartidos, dirigida por Jaime Azócar. Este mismo año lo invitan a participar en la serie de televisión de Canal 13 Los simuladores. En Chilevisión, actúa en la película para la televisión El niño y el ángel. Este año también actúa en el Teatro Municipal de Viña del Mar en el rol protagónico de la comedia musical Tango Broadway, que posteriormente en ese año sería estrenada en el Hotel Regal Pacific Santiago. Y terminando el año fue director de la obra de teatro Socios en el amor de Lionel Goldstein con Eduardo Ravani y Fernando Alarcón.

#### 2007
- Actúa en la miniserie de televisión de Canal 13 Héroes, en el capítulo dedicado al Presidente de Chile José Manuel Balmaceda titulado "Balmaceda", donde interpreta al político Carlos Walker Martínez.

### Carrera empresarial
Fundó la empresa "Armas Producciones" en 1999, desarrollándose alternativamente a su trabajo actoral, en capacitación y asesoría en comunicaciones para empresas. Desde ese año ha desarrollado acertadamente técnicas que aseguran el éxito en estas áreas, a través del correcto manejo de variadas formas de relación interpersonal.
Los cursos que imparten son: Actuación estrategia comunicacional, comunicación efectiva, resolución de conflictos, liderazgo, cambios de actitud, rol playing, manejo de quejas y reclamos y técnicas de actuación y oratoria. Entre las empresas que han aplicado sus métodos y cursos, se encuentran: LAN Chile, Coca-Cola, Mercedes-Benz, IBM, GASCO, Hipermercados Jumbo, Avon, Grupo Santander, Laboratorio Chile, Gatsby y Metro S.A., entre otras.

## Vida política
Fue candidato a concejal por la comuna de Concón y para las elecciones municipales de octubre de 2008.y precandidato a Diputado en 2016

## Teleseries
| Teleseries | Teleseries               | Teleseries                     | Teleseries |
| Año        | Teleserie                | Papel                          | Canal      |
| ---------- | ------------------------ | ------------------------------ | ---------- |
| 1988       | Bellas y audaces         | Fernando Barrera               | TVN        |
| 1991       | Villa Nápoli             | Patricio                       | Canal 13   |
| 1992       | El palo al gato          | Olegario                       | Canal 13   |
| 1993       | Marrón Glacé             | Pedro Fuentes / Pierre La font | Canal 13   |
| 1994       | Champaña                 | Farid García                   | Canal 13   |
| 1995       | El amor está de moda     | Pancho                         | Canal 13   |
| 1996       | Marrón Glacé, el regreso | Pedro Fuentes / Pierre La Font | Canal 13   |
| 1997       | Eclipse de luna          | Pedro Aliaga                   | Canal 13   |
| 1998       | Amándote                 | Federico                       | Canal 13   |
| 1999       | Fuera de control         | Bernardo Torres                | Canal 13   |
| 2002       | Buen partido             | Héctor Verdugo                 | Canal 13   |
| 2005       | Gatas y tuercas          | Víctor Alcalde                 | Canal 13   |
| 2006       | Montecristo              | Erick Ortega                   | Mega       |
| 2013       | Soltera otra vez         | El Coronel                     | Canal 13   |
| 2014       | Mamá Mechona             | Raúl Reyes                     | Canal 13   |
| 2014       | Chipe libre              | Eduardo Echeverría             | Canal 13   |

## Trayectoria

### Televisión
| Año         | Nombre                         | Canal            | Papel                          | Director                            | Notas                                                                          |
| ----------- | ------------------------------ | ---------------- | ------------------------------ | ----------------------------------- | ------------------------------------------------------------------------------ |
| 1987        | La Quintrala                   | TVN              | Actor (como Armando Rodríguez) | Vicente Sabatini                    |                                                                                |
| 1989        | Historias de Felipe            | Chilevisión      | conductor                      | Rafael Zaror                        |                                                                                |
| 1990        | Las grandes noticias del siglo | Chilevisión      | conductor                      | Rafael Zaror                        |                                                                                |
| 1991        | Teleduc 91                     | Canal 13         | conductor                      | Ricardo de la Fuente                |                                                                                |
| 1996        | Vamos a contar mentiras        | Canal 13         | actor                          | Óscar Rodríguez                     | Obra de teatro para la televisión                                              |
| 1997        | A Justiceira                   | Rede Globo       | actor invitado                 | Daniel Filho                        | Serie brasilera, con Malu Mader y Nivea María                                  |
| 1998        | Los Cárcamo                    | Canal 13         | actor invitado                 | Óscar Rodríguez                     |                                                                                |
| 2001        | Como pechas, pagas             | Canal 13         |                                | Lucho Córdoba                       | Obra de teatro para la televisión                                              |
| 2001 - 2003 | La otra cara del espejo        | Mega             |                                | Herval Abreu (creador) Iván Canales | Actuó en 8 capítulos como actor protagónico y escribió 4 guiones para la serie |
| 2001 - 2003 | Videos y penitencias           | Mega             | panelista estable              | Iván Canales                        | Programa conducido por Checho Hirane                                           |
| 2002        | A toda costa                   | UCV Televisión   | conductor                      | Alfonso Camaggi                     | Programa de conversación                                                       |
| 2003        | Con ganas de vivir             | UCV Televisión   | conductor                      |                                     | Programa misceláneo de conversación                                            |
| 2003        | Tres noches de un sábado       | TVN y Cine Hoyts | rol protagónico                | Jaquín Eysaguirre                   |                                                                                |
| 2003        | Cuentos de mujeres             | TVN              | Actor (como Aníbal)            | Christinne Lukas                    | Episodio "Irma"                                                                |
| 2004 - 2005 | Plaza de Armas                 | UCV Televisión   | conductor                      |                                     | Programa misceláneo de conversación y cultura                                  |
| 2004 - 2005 | Encuentro previsional          | UCV Televisión   | conductor                      |                                     |                                                                                |
| 2004        | Extraños en la noche           | UCV Televisión   | conductor                      |                                     | Programa en horario prime-time                                                 |
| 2004        | MINEDUC                        |                  | conductor                      |                                     | Programa financiado por el Ministerio de Educación                             |
| 2004        | Entretenedores                 | UCV Televisión   | conductor                      |                                     | Talk Show nocturno                                                             |
| 2004        | Xfea2                          | Mega             | Aníbal Cruchaga                | Álex Hernández                      | Rol secundario                                                                 |
| 2005        | Viva el teatro                 |                  |                                | Eduardo Ravani                      |                                                                                |
| 2005        | Es cool                        | MEGA             | Damián Valdivieso              | Iván Canales                        | Rol protagónico                                                                |
| 2005        | El día menos pensado           | TVN              |                                | Carlos Pinto                        | Rol protagónico                                                                |
| 2007        | Raspando la olla               | TVN              |                                | Martín Arechega                     |                                                                                |
| 2007        | Héroes                         | Canal 13         | Carlos Walker Martínez         | Gustavo Graef-Merino                | Capítulo Balmaceda                                                             |
| 2010        | Don Diablo                     | Chilevisión      | Luciano Fernández "Lucifer"    | Rodrigo González                    | Rol Antagónico                                                                 |
| 2011        | Vampiras                       | Chilevisión      | Juan Hellsing                  | Álex Hernández, Yusef Rumie         | Rol secundario                                                                 |
| 2011        | Divino tesoro                  | Chilevision      | Padre de Iván                  | Martín Arechaga                     | Rol secundario                                                                 |
| 2012        | Gordis                         | Chilevisión      | Pepe Cacerola                  | Álex Hernández                      | Rol secundario                                                                 |
| 2013        | Ecos del desierto              | Chilevision      | Coronel Sergio Arredondo       | Andrés Wood                         | Rol secundario                                                                 |
| 2020        | El presidente                  | Amazon           | Jaime Estévez                  | Armando Bó                          | Rol secundario                                                                 |

### Cine
| Año  | Película       | Personaje                | Director       |
| ---- | -------------- | ------------------------ | -------------- |
| 2000 | Pressure Point | Extremista internacional | David Giancola |
| 2019 | Araña          | Justo                    | Andrés Wood    |

### Teatro
| Año       | Obra teatral                              | Director       | Notas             |
| --------- | ----------------------------------------- | -------------- | ----------------- |
| 1989      | Pasión                                    |                |                   |
| 1993      | Excavación profunda                       | Raúl Osorio    |                   |
| 1996      | Como pechas, pagas                        |                |                   |
| 1998-1999 | Embrutecida de pasión                     | Tomás Vidiella |                   |
| 1998      | Vamos a contar mentiras                   | Raúl Osorio    |                   |
| 2002      | Socios en el amor                         | Walter Kliche  | Actor y productor |
| 2003      | Escandalosa familia                       | Marilú Cuevas  |                   |
| 2004      | La cena de los idiotas                    | Francis Veber  |                   |
| 2005-2008 | Mucho más que eso                         | Jaime Azocar   |                   |
| 2006      | Cambio marido usado por... Gomero         |                |                   |
| 2008      | Debajo de las polleras                    | Felipe Armas   | Actor y director  |
| 2013      | Mi amor, creo que te odio                 |                | Actor             |
| 2015      | Manuela y Manuel                          |                | Actor             |
| 2015      | De la escoba al caño, solo hay un peldaño |                | Actor y Director  |